# Bombus difficillimus
Bombus difficillimus es una especie de abejorro.
Esta especie se distribuye en el norte de China, en el noreste de la provincia de Qinghai y de Sinkiang. Aunque también se pueden encontrar colonias dispersas, muy poco comunes, de esta especie en la reserva natural de las montañas Qilian en la provincia de Gansu.

## Alimentación.
Estos insectos se alimentan de una gran variedad de plantas, especialmente la planta Hedysarum tanguticum y otras plantas de la familia Fabaceae.